# British Racing Motors
A British Racing Motors (röviden BRM) egy brit Formula–1-es csapat volt, amely – kisebb-nagyobb megszakításokkal – 1951 és 1977 között szerepelt a sportágban, és 1962-ben megszerezte mind az egyéni (Graham Hill), mind pedig a konstruktőri világbajnoki címet.

## A csapat története

### A kezdetek
A BRM vállalatot 1947-ben alapította a brit autóversenyző Raymond Mays és Peter Berthon, azzal a céllal, hogy az olasz és a francia márkákhoz hasonlóan különböző brit vállalatok egyszer egy motorsportprojektbe egyesüljenek. Kereken 100 cég vett részt a megvalósításban, így a Rolls Royce szállította a kompresszorokat az első modellhez, az 1.5 literes, V16-os motorral felszerelt P15-höz.

### 1951-1957
A csapat 1950-ben debütált egy világbajnokság keretein kívül megrendezett versenyen, Silverstone-ban, de Raymond Sommer már a rajtnál kiesett. Reg Parnell ősszel majdnem megnyert egy nehéz versenyt Goodwoodban, a csapat azonban újból visszavonult továbbfejleszteni az autót. A BRM első világbajnoki versenyén, az 1951-es Formula–1 brit nagydíjon Reg Parnell ötkörös hátrányban az ötödik helyen végzett. Az 1952-es és 1953-as szezonokban Formula–2-es szabályok voltak érvényben, ezért a BRM felhagyott egy ilyen autó fejlesztésével, és csak néhány világbajnokságon kívüli versenyen vett részt. 1955-ben az új P25-tel tértek vissza. 1956-ban és 1957-ben Mike Hawthorn, Tony Brooks és Ron Flockhart voltak a csapat pilótái, akik rajthoz álltak néhány versenyen, de pontot nem szereztek.

### 1958-1961

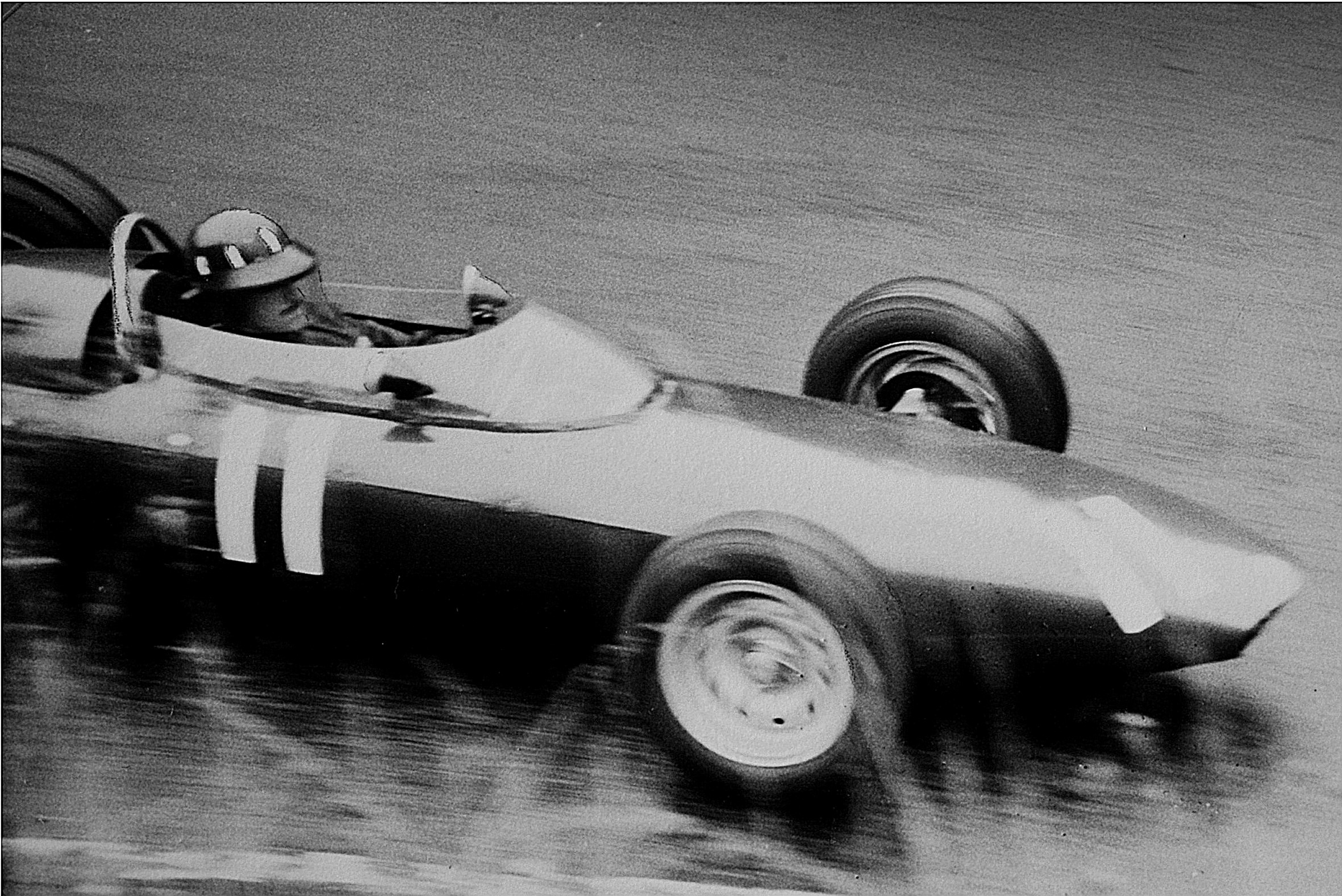
Graham Hill 1962-ben

Hosszú idő után 1958-ban született meg az első siker: Harry Shell és Jean Behra a holland nagydíjon a második, illetve a harmadik helyen végzett, illetve év végén a negyedik helyet szerezték meg a konstruktőri bajnokságban. Az 1959-es holland nagydíjon Jo Bonnier megszerezte a brit csapat első győzelmét. 1960-ban érkezett a BRM-hez a csapat legeredményesebb versenyzője, Graham Hill, de a sok műszaki hiba miatt nem sok siker jutott neki. 1961-ben a csapatfőnök Alfred Owen eredményeket követelt és a csapat megszűnésével fenyegetőzött.

### 1962
Az 1962-es évadban csatlakozott a csapathoz Richie Ginther, és Hillel valamint a P57-tel sikerült elérnie a BRM történetének legnagyobb sikerét, megnyerni a csapatvilágbajnoki címet. Négy győzelemmel (Hollandia, Németország, Olaszország és Dél-Afrika) Hill egyéni világbajnok is lett.

### 1963-1965
1963-tól a BRM motorokat is szállított több csapatnak, és a Hill-Ginther páros, később pedig a Hill-Jackie Stewart kettős jó eredményeinek köszönhetően háromszor egymás után másodikak lettek a konstruktőri bajnokságban (1963, 1964, 1965), csakúgy mint Hill az egyéni pontversenyben.

### 1966-1969

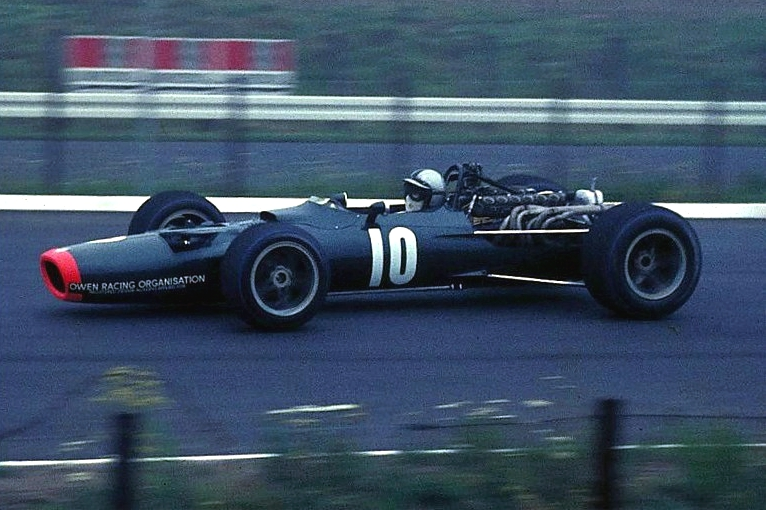
Pedro Rodriguez 1968-ban

1966-ban új motorszabályok léptek érvénybe, és az új fejlesztésű H16-os motorral ellátott P83-assal nem sikerült sok jó eredményt elérni, kivéve egy győzelmet Hill kedvenc pályáján, Monacóban. 1967-ben Graham Hill elhagyta a csapatot, akinek a helyére Mike Spencer érkezett, és Stewart két dobogós helyezést szerzett Belgiumban és Franciaországban. Az év végén Stewart a Matrához szerződött, helyét Pedro Rodríguez vette át. A legtöbb futamon párja Richard Attwood volt, de egy-egy versenyen Spence, illetve Bobby Unser is versenyezhetett. Az Attwood-Rodríguez páros két második és két harmadik valamint további két pontszerző helyen ért célba, amely az ötödik helyet jelentette a csapatnak a konstruktőrök között. Az 1969-es évad az előzőnél is rosszabbul alakult. John Surtees és Jackie Oliver egy harmadik, illetve két további pontszerző helyet jegyzett.

### 1970-1974

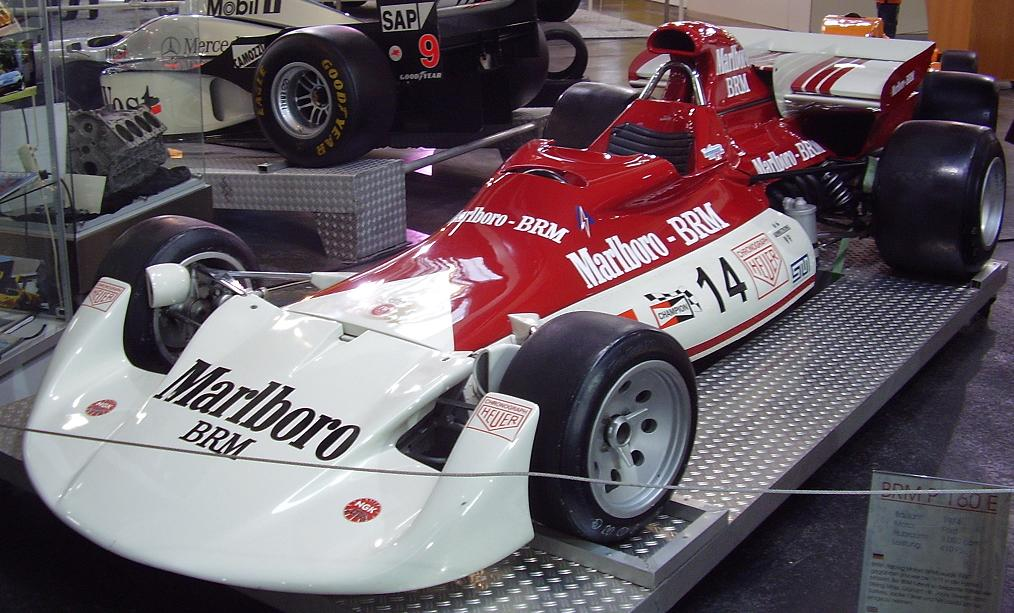
Az 1974-es BRM P160E

Owen Alfred 1970-ben átadta a csapat vezetését testvérének, Jean Stanleynek. Ekkor érkezett Tony Southgate fejlesztési vezetőnek, illetve Pedro Rodríguez négy év után először a belga nagydíjon versenyt nyert a BRM-nek. 1971-ben Jo Siffert és Peter Gethin szintén egy-egy győzelmet aratott, ám Siffert az év végén, egy nem világbajnoki futamon, Brands Hatchben halálos balesetet szenvedett. Ő volt az egyetlen pilóta, aki egy BRM volánjánál halt meg. 1972-ben érkezett a csapathoz Jean-Pierre Beltoise, akinek sikerült Monacóban nyernie. Ez volt az utolsó BRM-futamgyőzelem a Formula–1-ben. 1973-ban Beltoise és Clay Regazzoni mellett a fiatal Niki Lauda is a csapatnál versenyzett egy évig, akire Enzo Ferrari azonnal felfigyelt, és a későbbiekben két világbajnoki címet szerzett az olasz csapatnak. 1974-ben a dél-afrikai második helyezésnek köszönhetően a BRM a hetedik helyen végzett a pontversenyben.

### 1975-1977
Alfred Owen 1974-ben bekövetkezett halála után a csapat mindig nagy anyagi gondokkal küszködött, és a BRM csődbe ment. Stanley-BRM néven 1975-ben Mike Wilds és Bob Evans ismét szerepelt a sorozatban, de nem szereztek pontot. Egy év kihagyás után, 1977-ben még indultak néhány versenyen, majd végleg befejezték Formula–1-es pályafutásukat.